# Esther von Krosigk
Esther Katharina von Krosigk (* 14. Mai 1964 in Hamburg) ist eine deutsche Journalistin, Schriftstellerin und Herausgeberin.

## Leben
Esther von Krosigk entstammt dem uralten Adelsgeschlecht Krosigk, ist in Hamburg geboren und in Köln aufgewachsen. Nach ihrem Studium der Japanologie, Neueren Geschichte und Kunstgeschichte an der Ludwig-Maximilians-Universität München ging sie im Rahmen eines Journalisten-Austausches der Konrad-Adenauer-Stiftung nach Japan. Anschließend lebte sie in Berlin und München und arbeitete bis 2002 als Redakteurin unter anderem beim Bayerischen Rundfunk, der Bild-Zeitung und bei der Zeitschrift Bunte. Bereits 2006 pendelte sie zwischen Berlin und Mauritius, wo sie sich mit ihrem damaligen Lebensgefährten aufhielt. Von 2015 bis 2020 wohnte sie ständig auf Mauritius am Indischen Ozean.

### Autorin und Verlegerin
Ab 2002 arbeitete Esther von Krosigk als freie Autorin und schrieb Romane, die im Marion von Schröder Verlag (Ullstein) und bei Random House erschienen. Ihr erster Roman Das Haus der Zeichen erschien 2004, ihr zweiter und bislang letzter Roman Der Ring des Bischofs folgte 2006. Es folgten weitere Buchveröffentlichungen im Verlag Droste in Düsseldorf. Sie veröffentlichte auch Sachbücher und Buchbeiträge im Verlag Walter de Gruyter und in dem überaus umstrittenen Verlag VDM Publishing (heute: OmniScriptum). Zusammen mit Verlagsinhaber Philipp Müller veröffentlichte sie 2005 bei VDM den esoterischen Ratgebertitel Du bist nicht allein auf Erden. Wie wir alle unseren kosmischen Begleitpartner finden, der nach Verlagsangaben mithilfe eines Mediums energetisch aufgeladen worden sein soll. Obwohl sie damals noch Protestantin war, verfasste sie mehrere Bücher über Papst Johannes Paul II. und fühlte sich dem Katholizismus näher verbunden. Später konvertierte sie zur römisch-katholischen Kirche. Im Klappentext ihres 2011 im Doyen-Verlag (einem 2010 gegründeten Imprint von OmniScriptum) publizierten Büchleins Von Engeln und Teufeln heißt es, die Autorin befasse sich seit vielen Jahren mit übernatürlichen Einflüssen und Wundern, stehe aber Esoterik und „neumodischer Spiritualität“ fern. Sie bewundert Père Laval, einen ab den 1840er Jahren auf Mauritius tätigen und bis heute dort stark verehrten französischen Sklavenmissionar.
Seit 2006 war Krosigk auch als Herausgeberin für VDM tätig, hierbei verantwortete sie die „Edition Classic“ mit über 900 Reprints und koordinierte die Pressearbeit. Der auch auf Mauritius ansässige Verlag ist dafür bekannt, in der Mehrzahl seiner Veröffentlichungen keinerlei editoriale Bearbeitungen vorzunehmen. Die fast ausschließlich aus übernommenen Wikipedia-Inhalten bestehenden Reihen wurden von verschiedenen Medien und Verbraucherschützern wiederholt für ihre Intransparenz und massiv überhöhten Preise kritisiert. Im gleichen Zusammenhang wurde wiederholt auch systematische Verbrauchertäuschung diskutiert. Krosigk selbst veröffentlichte bei VDM 2006 eine Zusammenstellung von Anekdoten aus dem europäischen Hochadel.
Am 1. August 2009 wurde Krosigk bei VDM zum Vorstand für den Bereich „Global Communication“ ernannt. Sie gründete und leitete die Imprints Fromm Verlag (christliche Bücher) und Hadassa Word Press (jüdische Bücher). 2012 erschien ein von ihr und Maximilian Graf von Dürckheim zusammengestelltes Bändchen mit Anekdoten über Papst Benedikt XVI. im VDM-Nachfolgelabel AV Akademikerverlag. Elf der 80 Anekdoten (rd. 14 Prozent des Buchinhalts) waren teils leicht abgewandelt aus der Satire-Kolumne Die Wahrheit der Tageszeitung taz übernommen und von den Taz-Autoren frei erfunden; sie wurden ohne Quellenangaben in dem Buch abgedruckt. Auf die Fiktionalität hingewiesen, erklärte der Verleger der Taz-Redaktion, der Papst habe alle Anekdoten gelesen und keine als unwahr moniert. Im Fromm-Verlag veröffentlichte von Krosigk 2014 auch einen Anekdotenband zu Papst Franziskus. Seit 1. Juni 2017 gehört Krosigk der Verlagsgruppe nicht mehr an.

### Mediale Präsenz
Esther von Krosigk war u. a. Studiogast und Kommentatorin bei verschiedenen TV-Formaten (u. a. 2011 in ZDF Royal: Königliche Affären – Juan Carlos und die Spanier und sonntags – TV fürs Leben, ZDF). Als freie Journalistin war sie unter anderem für KNA tätig und schreibt bis heute für die konservativ-katholische Wochenzeitung Die Tagespost, in der sie eine Zeitlang eine eigene Kolumne („Esther’s Reisen“) unterhielt. Ihre Hauptthemen sind der Hochadel, die römisch-katholische Kirche und Reisethemen. Im von ihr betreuten Tagespost-Fragebogen („Esthers Fragen“) beantworten christliche Prominente und Opus-Dei-nahe Personen aus dem öffentlichen Leben vorgegebene Fragen zu ihrem Glauben, persönlichen Fehlern und Leistungen.

## Publikationen
Romane
- Das Haus der Zeichen. Roman. Marion von Schröder Verlag, München 2004, ISBN 3-547-71046-4.
- Der Ring des Bischofs. Roman. Diana Verlag, München 2006, ISBN 3-453-26513-0.

Weitere (Auswahl)
- Mit Patricia Leßnerkraus: Als Politik noch lustig war. Anekdoten zu Konrad Adenauer, Franz Josef Strauß, Ludwig Erhard, Herbert Wehner, Willy Brandt, Helmut Schmidt, Helmut Kohl. Verlag Dr. Müller, Saarbrücken 2006, ISBN 3-86550-702-6.
- (als Herausgeberin) Friedrich August Quenstedt: Methode der Kristallographie. Verlag Dr. Müller, Saarbrücken 2007, ISBN 978-3-8364-2886-6.
- Unsere Wupper. Eine Liebeserklärung. Droste Verlag, Düsseldorf 2017, ISBN 978-3-7700-2007-2.